# جون هودغ
جون هودغ هو سياسي أمريكي، ولد في 10 سبتمبر 1760، وتوفي في 4 أغسطس 1824 في Meadowlands, Pennsylvania ‏ في الولايات المتحدة. نشط حزبياً في الحزب الجمهوري الديمقراطي. وقد انتخب عضو مجلس ولاية بنسيلفانيا ‏ وانتخب عضو مجلس النواب الأمريكي.